# Sabellastarte longa
Espèce
Synonymes
- Dasychone odhneri Fauvel, 1921[2] [3]
- Sabella longa Kinberg, 1866[2] [3]

Sabellastarte longa est une espèce de vers marins polychètes de la famille des Sabellidae.

## Habitat et répartition
Cette espèce est présente dans les eaux de l'Indo-Pacifique, en milieu tropical, au large de Madagascar, du Mozambique, de l'Afrique du Sud et de l'Australie.

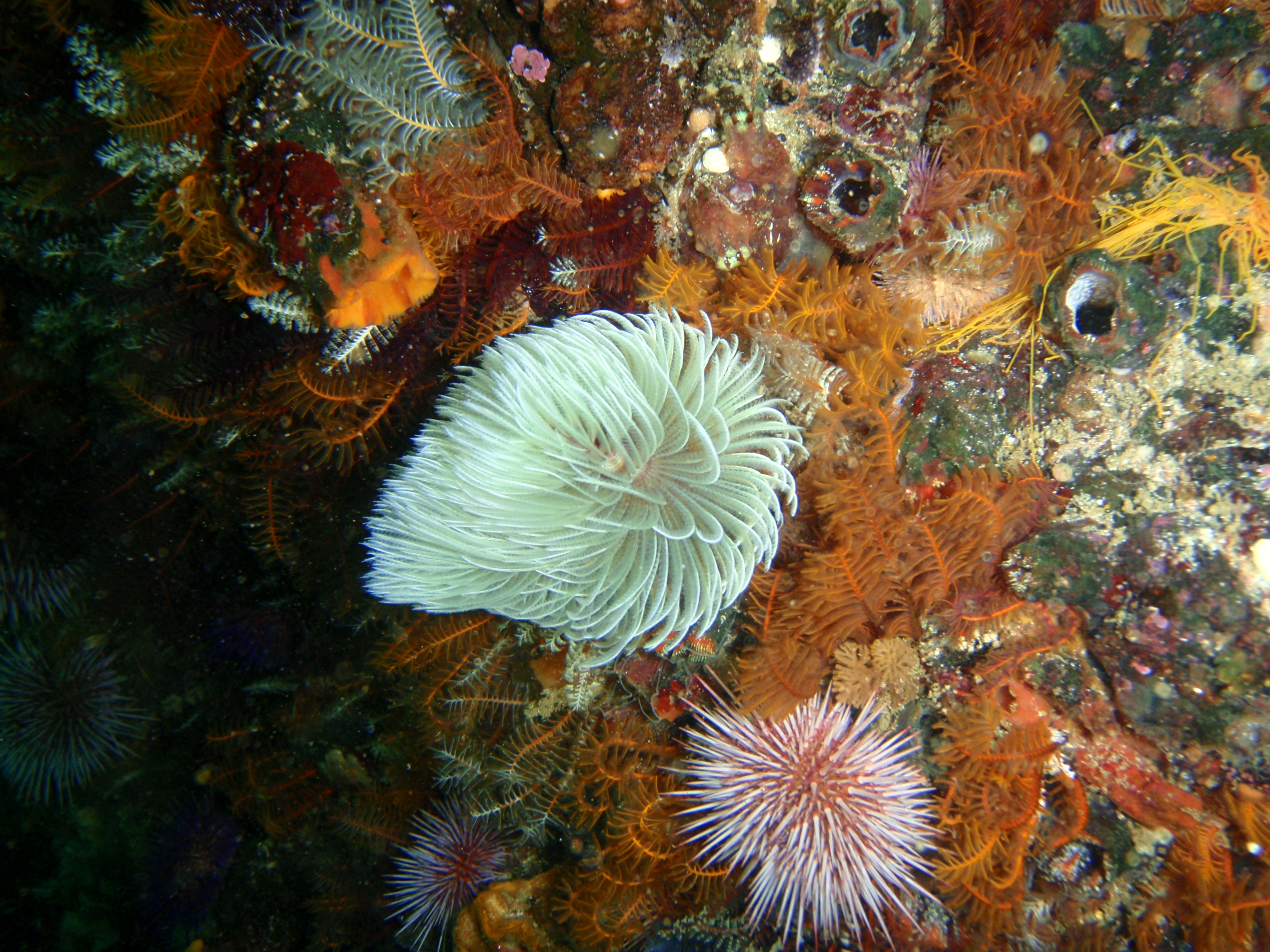
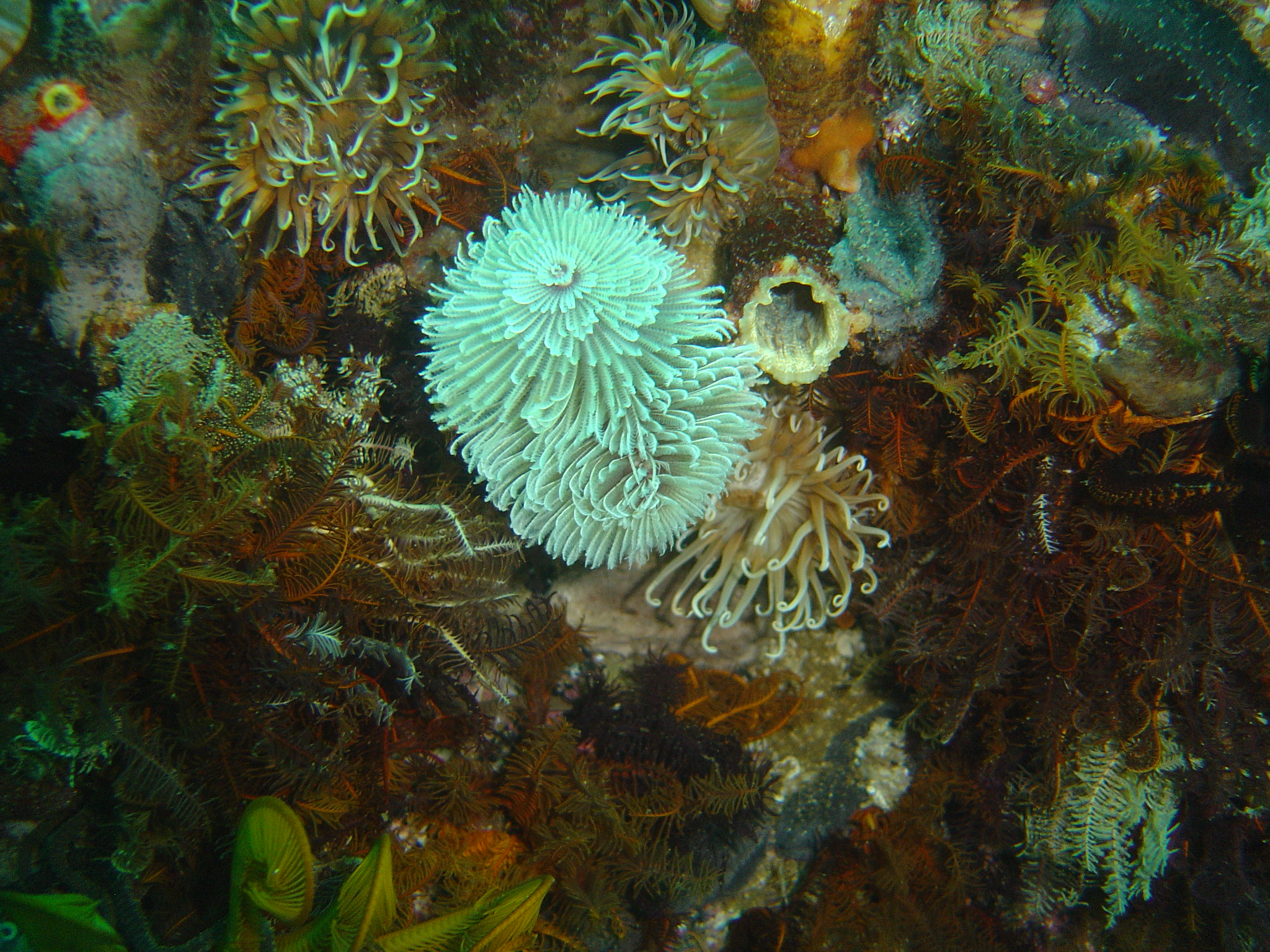
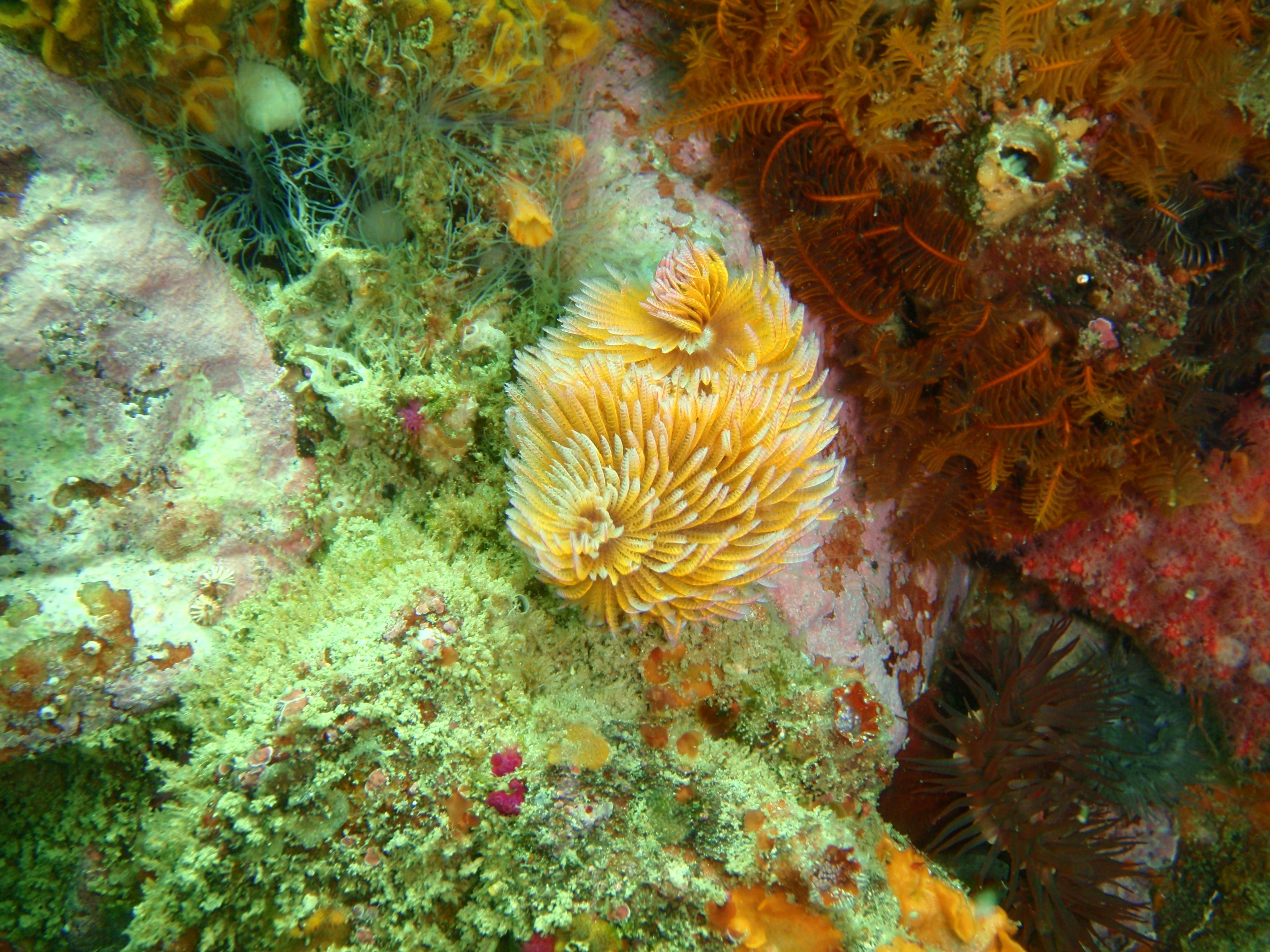
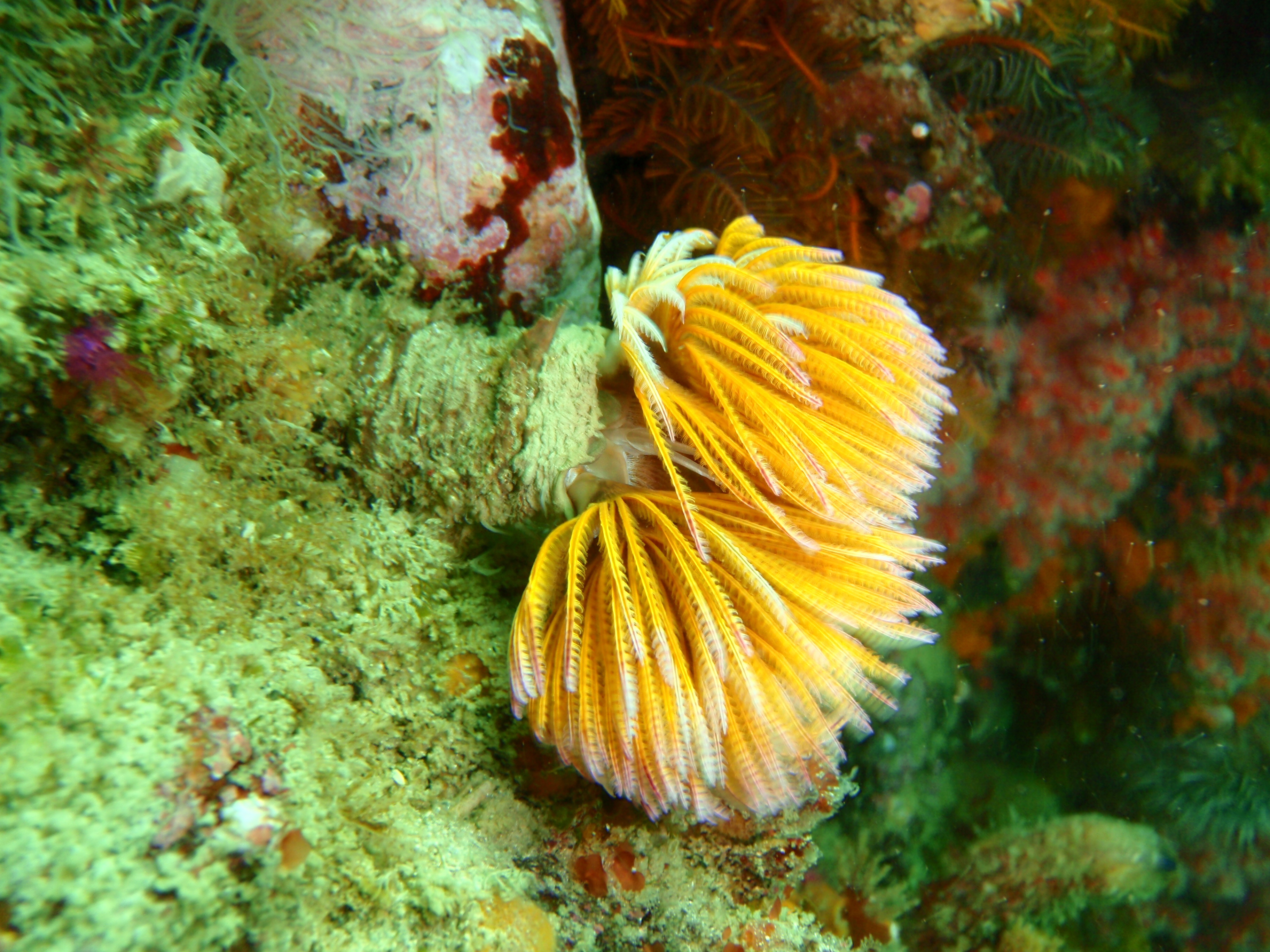
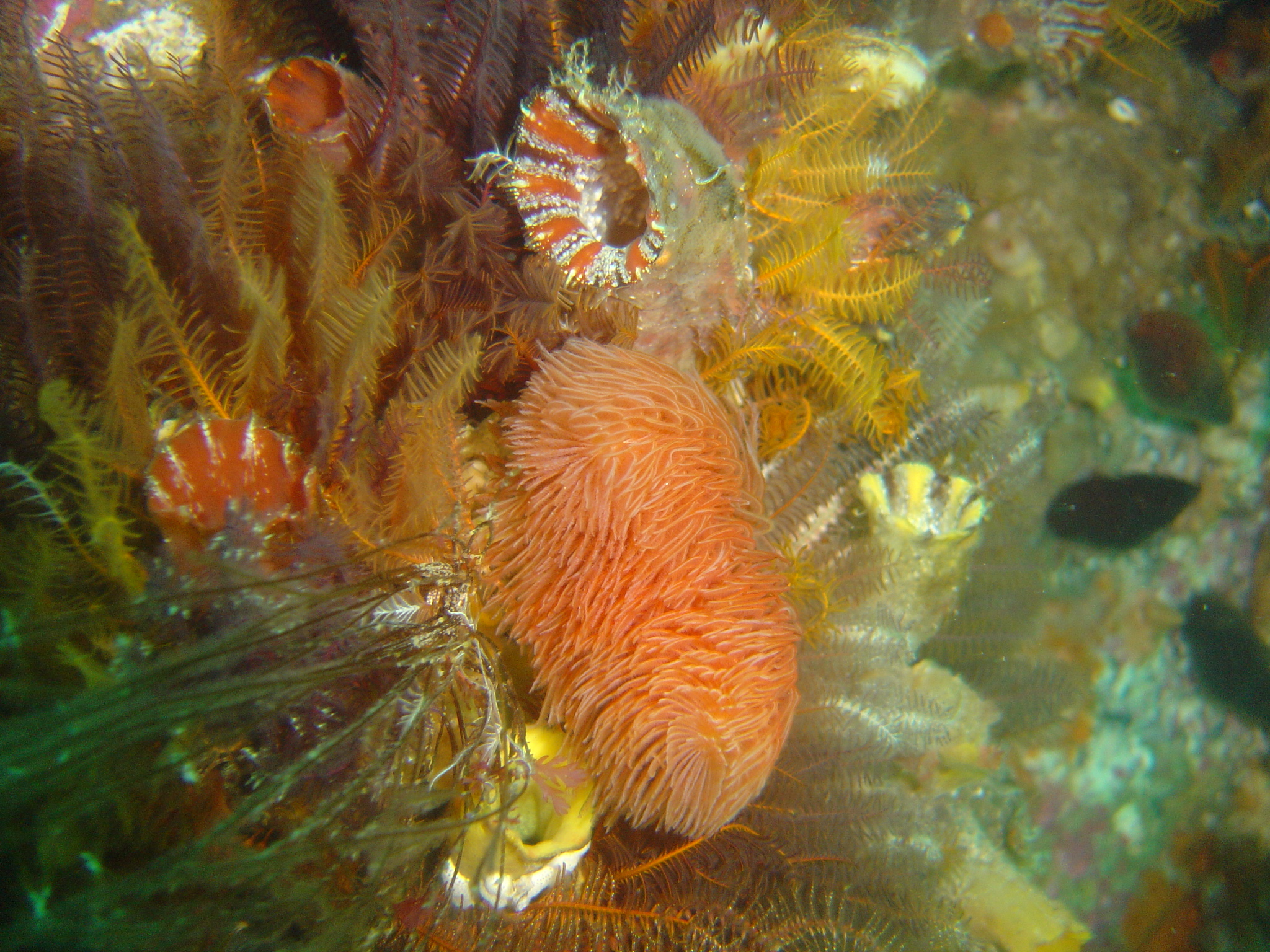